# Marco Mularoni
Marco Mularoni (ur. 23 października 1964 w Rzymie) – sanmaryński piłkarz oraz futsalista włoskiego pochodzenia występujący na pozycji pomocnika lub napastnika, reprezentant San Marino w piłce nożnej i futsalu.

## Kariera klubowa
Grał w klubach sanmaryńskich oraz włoskich zespołach występujących w niższych kategoriach rozgrywkowych. W 2011 roku zakończył karierę zawodniczą jako piłkarz AC Juvenes/Dogana.

## Kariera reprezentacyjna
We wrześniu 1987 roku - przed afiliacją FSGC z FIFA oraz UEFA - wziął udział z reprezentacją San Marino w Igrzyskach Śródziemnomorskich 1987. Wystąpił we wszystkich spotkaniach grupowych, w których Sanmaryńczycy zremisowali 0:0 z Libanem i przegrali 0:3 z Syrią oraz 0:4 z Turcją U-23.
27 marca 1991 roku Mularoni oficjalnie zadebiutował w reprezentacji San Marino prowadzonej przez Giorgio Leoniego w przegranym 1:3 meczu przeciwko Rumunii w ramach eliminacji EURO 1992. Wszedł on na boisko w 88. minucie zmieniając Valdesa Pasoliniego. Ogółem w latach 1991–1996 rozegrał on w drużynie narodowej 12 spotkań, nie zdobył żadnej bramki.

## Futsal
Pod koniec kariery piłkarskiej rozpoczął grę w futsal. 10 grudnia 2010 zadebiutował w reprezentacji San Marino w futsalu w spotkaniu przeciwko Czarnogórze (3:9), który to mecz był zarazem oficjalnym debiutem San Marino na arenie międzynarodowej. Pełnił funkcję kapitana drużyny narodowej. W sezonie 2012/2013 pracował jako grający trener futsalistów SP La Fiorita.

## Sukcesy
SP La Fiorita
- mistrzostwo San Marino: 1986/87, 1989/90